# Neobalataea leptis
Neobalataea leptis är en fjärilsart som beskrevs av Jordan 1907. Neobalataea leptis ingår i släktet Neobalataea och familjen bastardsvärmare. Inga underarter finns listade i Catalogue of Life.